# Anselmo Fernandez
Pour les articles homonymes, voir Fernandez et Anselmo Fernandez (homonymie).
Anselmo Fernandez Rodrigues est un entraîneur de football et architecte portugais né le 21 août 1918 à Lisbonne et mort le 19 janvier 2000 à Madrid.

## Biographie
Anselmo Fernandez rêvait d'être joueur de football au Sporting Portugal mais sa corpulence l'en empêche. Il s'engage alors dans la section rugby du club et devient arbitre de ce sport.
Il entame ensuite une carrière d'architecte. Avec António Augusto Sá da Costa, il fait construire l'Estádio José Alvalade, ouvert en 1956. Il mène aussi le projet de construction de l'hôtel Tivoli à Lisbonne et de la Bibliothèque nationale du Portugal avec Porfírio Pardal Monteiro. Il reçoit le Prémio Valmor, un prix majeur d'architecture au Portugal.
En tant qu'entraîneur du Sporting Portugal, il remporte la Coupe d'Europe des vainqueurs de coupe 1963-1964. L'équipe fait forte impression sur la scène européenne cette année-là, battant Manchester United en quarts de finale retour sur le score de 5 buts à 0, alors que les Lions avaient perdu le match aller 1-4 à Old Trafford.

## Carrière
- 1963-1965 :  Sporting Portugal
- 1965-1968 :  GD CUF

## Palmarès
Avec le Sporting Portugal :
- Vainqueur de la Coupe des coupes en 1964